# Stenodynerus kaszabi
Stenodynerus kaszabi är en stekelart som beskrevs av Giordani Soika 1976. Stenodynerus kaszabi ingår i släktet smalgetingar, och familjen Eumenidae. Inga underarter finns listade i Catalogue of Life.